# Sarkantyússármány-félék
A sarkantyússármány-félék (Calcariidae) a madarak osztályának verébalakúak (Passeriformes) rendjébe tartozó család. Korábban a sármányfélék (Emberizidae) családjába sorolták őket.

## Rendszerezésük
A családot Robert Ridgway amerikai ornitológus írta le 1901-ben, az alábbi 3 nem és 6 faj tartozik ide:
- Rhynchophanes – 1 faj
- Plectrophenax – 2 faj
- Calcarius – 3 faj